# Darren Campbell

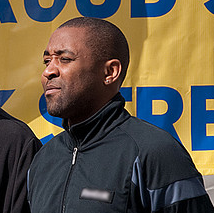
Darren Campbell 2009 in Manchester

Darren Campbell MBE (* 12. September 1973 in Manchester) ist ein ehemaliger britischer Leichtathlet, der sich auf die Sprintdistanzen spezialisiert hatte.

## Biografie
Campbells erste Erfolge stellten sich 1991 ein, als er an den Junioreneuropameisterschaften in Thessaloniki Gold über 100 und 200 Meter gewann. In der 4-mal-100-Meter-Staffel kam Silber hinzu. Ein Jahr später gewann er bei den Juniorenweltmeisterschaften in Seoul Silber über 100 und 200 Meter und siegte mit der 4-mal-100-Meter-Staffel. Campbell musste sich mit Verletzungen auseinandersetzten und nahm sich eine Auszeit. Er wechselte die Sportart und spielte einige Jahre Fußball in unteren englischen Ligen, unter anderem für Plymouth Argyle und Newport County.
1995 kehrte er zur Leichtathletik zurück und konnte sich für die Olympischen Spiele 1996 in Atlanta qualifizieren. Bei den Weltmeisterschaften 1997 in Athen gewann er Bronze mit der britischen 4-mal-100-Meter-Staffel. 1998 war ein sehr erfolgreiches Jahr: Bei den Europameisterschaften in Budapest gewann er zweimal die Goldmedaille, über 100 Meter und mit der 4-mal-100-Meter-Staffel. Mit der Staffel gewann er auch bei den Commonwealth Games 1998 in Kuala Lumpur die Goldmedaille. Bei den Weltmeisterschaften 1999 in Sevilla gab es eine Silbermedaille mit der Staffel.
Bei den Olympischen Spielen 2000 in Sydney wurde er über 200 Meter Zweiter hinter Konstantinos Kenteris. 2001 verletzte er sich erneut und verpasste fast die ganze Saison. 2002 gewann er bei den Europameisterschaften in München Silber über 100 Meter. Bei den Commonwealth Games 2002 in seiner Heimatstadt Manchester wurde er über 200 Meter lediglich Dritter, gewann aber mit der Staffel die Goldmedaille. Bei den Weltmeisterschaften 2003 in Paris wurde Campbell Dritter über 100 Meter. Mit der britischen Staffel gewann er die Silbermedaille. Campbell musste aber später die Medaille zurückgeben, da sein Staffelkollege Dwain Chambers in der Dopingkontrolle hängen geblieben war.
Bei den Olympischen Spielen 2004 in Athen konnte Campbell seinen bisher größten Erfolg feiern. Zusammen mit Jason Gardener, Marlon Devonish und Mark Lewis-Francis gewann er völlig überraschend das Staffelrennen über 4-mal 100 Meter. Die Briten erreichten mit 38,07 s eine Saisonbestleistung und schlugen die hoch favorisierten US-Amerikaner um eine Hundertstelsekunde. Diesen Erfolg konnte er mit der britischen Staffel bei den Europameisterschaften 2006 wiederholen und wurde am Abschlusstag dieser EM erneut Europameister.
Darren Campbell hatte bei einer Größe von 1,80 m ein Wettkampfgewicht von 72 kg.

## Persönliche Bestzeiten
- 100 m – 10,04 s
- 150 m – 15,47 s
- 200 m – 20,13 s